# Bernd Hölzenbein
Bernd Hölzenbein est un footballeur allemand né le 9 mars 1946 à Dehrn dans l'agglomération de Runkel en Hesse, et mort le 15 avril 2024. Il jouait au poste d'ailier.

## Biographie

### En club

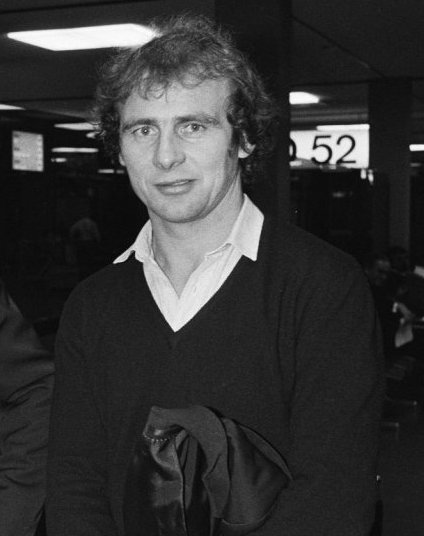
Bernd Hölzenbein en 1979

Bernd Hölzenbein commence le football dans sa ville natale au TuS Dehrn. Il s'engage le 1er juillet 1966 avec l'Eintracht Francfort, il fait ses débuts professionnels le 4 novembre 1967 lors de la 12e journée de la saison 1967-1968 de Bundesliga en rentrant à la 78e minute contre le Hambourg SV (1-1).
De 1967 à 1981, Hölzenbein surnommé Holz jouera 420 matchs avec l'Eintracht Francfort, remportera trois Coupes d'Allemagne et en 1980 la Coupe UEFA. Avec 160 buts marqués il détient le record du club.
Après avoir gagné la Coupe d'Allemagne en 1981 il part aux États-Unis comme d'autres de ses compatriotes avant lui (Gerd Müller et Franz Beckenbauer) pour rejoindre les Fort Lauderdale Strikers pour une saison puis aux Memphis Americans à partir de 1983 et aux Baltimore Blast en 1985. En 1986 il revient en Allemagne et continue de jouer de janvier à juin au FSV Salmrohr avec qui il fêtera la montée en fin de saison en deuxième Bundesliga, avant de prendre définitivement sa retraite.

### En équipe nationale
Hölzenbein dispute deux rencontres avec les moins de 23 ans en 1969, puis une rencontre avec l'équipe d'Allemagne B en 1972 avant de rejoindre l'équipe d'Allemagne en 1973. Avec la Mannschaft, il disputera 40 matchs et marquera 5 buts jusqu'en 1978.
Lors de la Coupe du monde 1974 il jouera toutes les rencontres excepté le match de poule contre la RDA. En finale contre les Pays-Bas c'est lui qui provoque la faute à l'origine de l'égalisation sur pénalty de son équipe. La RFA battra finalement les Pays-Bas 2 à 1 et s'adjugera la Coupe du monde.
En 1976, il marquera lors de la finale de l'Euro, mais ne pourra pas empêcher la Tchécoslovaquie de remporter le tournoi aux tirs au but.

### Reconversion
Après sa carrière de footballeur, Hölzenbein est entraineur assistant au SV Viktoria Aschaffenbourg, puis, de novembre 1988 à novembre 1994, il est vice-président de l'Eintracht Francfort. Il enchaîne avec la fonction de directeur sportif jusqu'en 1996, toujours dans son club de cœur.
Hölzenbein, qui est également propriétaire d'un club de tennis, assume également les fonctions de recruteur sportif pour l'Eintracht.
Lors de la Coupe du monde de football 2006 en Allemagne, il sera nommé ambassadeur par Franz Beckenbauer.

## Controverse
Lors de la finale de la Coupe du monde 1974 à Munich, les Pays-Bas mènent sur pénalty dès le début du match. L'Allemagne doit rattraper son retard et, à la 26e minute, elle se voit attribuer un penalty, après une chute de Bernd Hölzenbein dans la surface hollandaise. Paul Breitner égalise pour les Allemands. Gerd Müller donnera ensuite l'avantage à l'Allemagne.
Ce pénalty accordé par l'arbitre anglais aux Allemands est très controversé et sujet à de nombreuses discussions bien après la compétition, Hölzenbein s'engageant dans une série de dribble rentre dans la surface de réparation, le défenseur néerlandais Wim Jansen tacle sans toucher le ballon et Hölzenbein tombe avec les bras en l'air. Certains qualifieront l'action de plongeon, certains médias surnommeront Hölzenbein  Schwalbekönig (roi des hirondelles). La polémique est relancée 23 années plus tard quand Berti Vogts défenseur allemand dans cette finale déclare Il n'y avait pas pénalty. Ce que Hölzenbein dément, il déclarera en 2006 : la chute n'était pas calculée, mais instinctive...j'étais extrêmement rapide balle au pied, voulant éviter la jambe de Jansen j'ai sauté et perdu mon équilibre, comme un boxeur qui esquive un coup, c'est un réflexe pour se protéger, je ne suis pas un tricheur.
A la 86e minute de la finale, Hölzenbein est de nouveau taclé dans la surface de réparation, la faute est indiscutable, mais l'arbitre ne siffle pas.

## Distinctions
- A Francfort douze piliers de la station de métro Willy-Brandt-Platz représentent douze légendes de l'Eintracht Francfort, une d'elles représente Bernd Hölzenbein[8].
- 2014 : Ordre du Mérite de Hesse[9]
- 1974 : Silbernes Lorbeerblatt, la plus haute distinction sportive en Allemagne[10].

## Palmarès

### Club
- Vainqueur de la Coupe UEFA en 1980
- Vainqueur de la Coupe d'Allemagne en 1974, 1975 et 1981

### Sélection nationale
- Vainqueur de la Coupe du monde 1974
- Finaliste du Championnat d'Europe des Nations 1976